# EduLinux
Edulinux 是一个基於Mandriva linux的教育发行版，致力于一个完全的操作系统，以能够简洁易用和大量套件用于教育目的。由加拿大魁北克谢布鲁克大学（University of Sherbrooke）和法国的「革命Linux」（Révolution Linux） 公司研发。